# Petrus Francen
Petrus Ferdinand Francen (Hoeleden, 21 oktober 1898 - Tienen, 23 november 1972) was een Belgisch senator en burgemeester.

## Levensloop
Oorspronkelijk landbouwer, werd Francen in 1927 lid van de Commissie van Openbare Onderstand van Hoeleden. In 1926 werd hij gemeenteraadslid van die gemeente en in 1933 burgemeester. Maar nog hetzelfde jaar nam hij ontslag om gemeentesecretaris van Hoeleden te worden. Hij was na 1945 ook secretaris van de BSP-afdeling Hoeleden. 
In 1946 werd hij socialistisch provinciaal senator voor Brabant. In 1954 werd hij rechtstreeks verkozen als senator voor het arrondissement Leuven en vervulde dit mandaat tot in 1961. In 1958 werd hij ook gemeenteraadslid van Tienen.